# Fédération des travailleurs de la métallurgie CGT
Pour les articles homonymes, voir FTM.
La Fédération des travailleurs de la métallurgie (FTM-CGT) est la fédération des travailleurs de la métallurgie affiliée à la Confédération générale du travail (CGT). Elle est aussi affiliée à IndustriALL global union au niveau international et à la Fédération européenne des métallurgistes (FEM) au niveau européen.

## Histoire

### Des fédérations de métiers à la Fédération des Métaux
Le 1er Congrès de la Fédération des ouvriers des métaux et similaires de France a lieu à la Bourse du travail de Paris du 28 au 30 mai 1909. Ce congrès fait suite aux efforts de la Confédération générale du travail (CGT) pour unir les fédérations et syndicats d'une même branche industrielle en des fédérations nationales plus puissantes. La commission confédérale qui organise le congrès comprend le secrétaire général de la CGT, Louis Niel et plusieurs responsables d'autres fédérations. Sont réunis des délégués de plusieurs organisations syndicales existantes :
- l'Union fédérale des ouvriers métallurgistes (UFOM), créée en novembre 1899, qui elle-même faisait suite à une Fédération nationale des ouvriers métallurgistes de France (FNOMF), fondée en 1890 et dont Arthur Groussier avait été le premier secrétaire (1890-1893)[2]. L'UFOM est l'organisation la plus importante : elle délègue 80 mandatés représentant 125 des 145 syndicats et fédérations diverses, et 14 000 syndiqués[3];
- la Fédération nationale des ouvriers mouleurs, née en 1890, 24 délégués représentant 44 des 65 syndicats et 4 000 syndiqués;
- la Fédération des ouvriers modeleurs mécaniciens, née en 1901, 7 syndicats et 300 adhérents;
- la Fédération des ouvriers mécaniciens, 5 délégués de 5 syndicats sur les 37 que compte cette fédération, dirigée par le syndicaliste « réformiste » Pierre Coupat, et qui globalement est hostile à la fusion.

Le congrès élit une direction fédérale collective comprenant deux anciens dirigeants de l'UFOM, Alphonse Merrheim et Henri Galantus (démissionnaire le mois suivant, remplacé par Marius Blanchard), l'ancien secrétaire des Mouleurs, Raoul Lenoir (plus tard membre du Bureau confédéral de la CGT, et (en octobre 1909) Laurent Verliac, des mécaniciens. Unifiée, la fédération regroupe 16 900 adhérents pour un effectif de 820 000 métallurgistes travaillant en France. Cette direction (Henri Labé remplaçant en 1911 Verliac) reste en place jusqu'après la scission syndicale de 1921. Le 5e congrès de la Fédération des métaux qui se tient à Lille du 20 au 23 juillet 1921 lui renouvelle son mandat, mais le rapport moral présenté par Merrheim n'obtient que 113 voix, contre 111 et 4 abstentions. Cependant au Congrès confédéral qui se tient fin juillet dans la même ville, ce sont plus de 53 % des syndicats de la fédération des métaux qui votent en faveur des "minoritaires" ! Les minoritaires quittent la CGT pour rallier la Confédération générale du travail unitaire (CGTU). Ce sont donc deux forces syndicales sensiblement égales qui se concurrencent alors.
La fusion réalisée en 1909 n'est pas totale. Héritages d'un passé industriel de métiers variés, plusieurs fédérations CGT subsistent dans des secteurs précis de la métallurgie, qui intègrent la Fédération des métaux à des dates diverses :
- en septembre 1910, la Fédération des chauffeurs-conducteurs-mécaniciens, créée en 1883. Elle compte 1 800 adhérents,
- en 1912, la Fédération des ouvriers ferblantiers-boîtiers, créée en 1896. Elle regroupe 12 syndicats et 700 adhérents.
- en 1920, la Fédération de la maréchalerie, créée en 1901, qui syndique 1 200 ouvriers en 13 syndicats, s'unit à la Fédération des ouvriers de la voiture.
- en 1922, la Fédération des ouvriers de la voiture-aviation, qui compte 30 syndicats environ, rejoint la Fédération des métaux de la CGTU
- en 1973, la Fédération de la Bijouterie, créée en 1901, qui couvre aussi l'industrie horlogère, renommée en 1948 Fédération des métiers d'Arts, intègre la Fédération de la Métallurgie.

### Métaux de 1919 à 1939
Si le secteur industriel de la Métallurgie regroupe vers 1921, année du premier recensement de la population de l'après-guerre, environ 1 170 000 salariés, la Fédération des Métaux CGT est loin d'y être une organisation hégémonique. Après un afflux de syndiqués au moment des grèves de 1919-1920, les estimations du nombre de ses adhérents en 1921 la créditent de 69 000 syndiqués. 
Au sein de la Confédération elle est très largement devancée par les fédérations du Textile et des Cheminots (plus de 100 000 adhérents chacune), les Mines 94 000). La scission syndicale de 1921-1922 influe négativement sur les taux de syndicalisation. La crise économique des années 1930 ne favorise pas non plus le mouvement syndical.
À partir de 1922, et jusqu'en 1936, deux Fédérations des Métaux coexistent. La Fédérations CGT syndique entre 23 000 et 17 000 métallurgistes. La Fédération CGTU la devance avec un effectif plus fluctuant (40 000 en 1927, 20 000 en 1935). La réunification syndicale, qui s'opère dès 1935 dans de nombreuses Fédérations tarde à se faire dans la Métallurgie. La Fédération est administrativement réunifiée en mars 1936, avec une direction fédérale paritaire qui comprend deux anciens "confédérés" (Léon Chevalme et Marcel Roy), deux anciens "unitaires" (Ambroise Croizat et Raymond Sémat). Mais le Congrès de réunification n'a lieu qu'à la fin de l'année 1936, tenu à Paris-Palais de la Mutualité, du 25 au 27 novembre. Le secrétariat fédéral élu montre alors un tout autre rapport de forces. Ambroise Croizat, par ailleurs député communiste de Paris depuis les élections d'avril-mai 1936, est l'unique secrétaire général, assisté de cinq secrétaires, trois "unitaires" et deux "confédérés". Entre ces deux événements internes a eu lieu le mouvement social de juin 36.

#### Embellie du front populaire
C'est dans l'industrie métallurgique que le mouvement des grèves de 1936 prend son envol. Au moment des élections (fin avril) deux grèves sont signalées dans la région de Lyon (notamment aux usines Berliet). Lors du 1er mai, 120 000 métallurgistes de la Région parisienne débrayent, dont 25 000 aux usines Renault. Le 12 mai au Havre les ouvriers des usines Breguet occupent les ateliers. Le 13 mai, à Toulouse les ouvriers de l'usine Latécoère, le 14 mai des usines de la Région parisienne font de même. Le mouvement gréviste s'amplifie et gagne tous les secteurs de l'industrie française. La Fédération des Métaux enregistre un afflux sans précédent d'adhésions. 

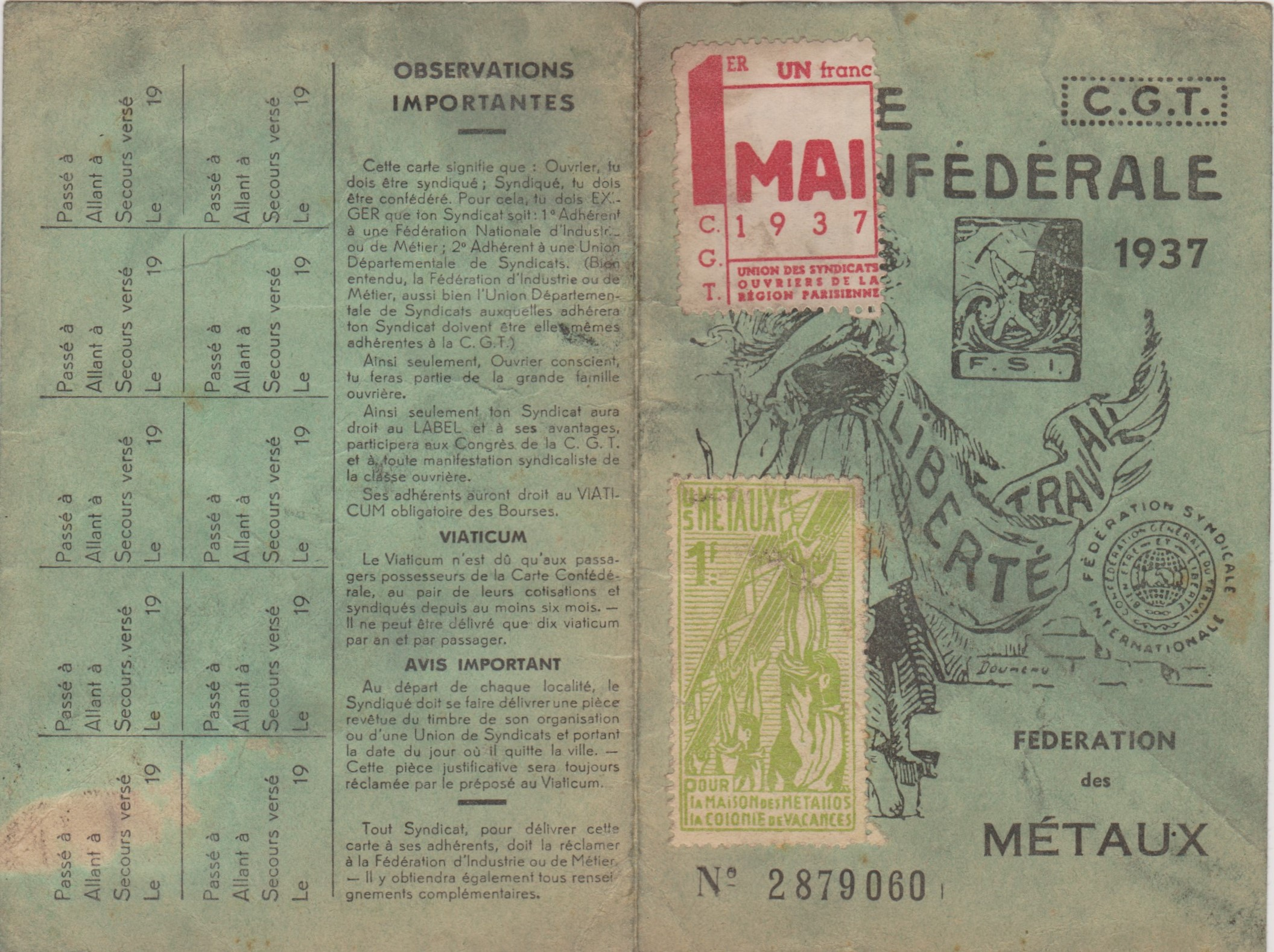
Carte de la Fédération CGT des métaux pour l'année 1937

De 46 500 syndiqués au début de l'année 1936, pour un secteur industriel de 1 400 000 salariés, la Fédération passe à 832 000 syndiqués, soit un taux de syndicalisation supérieur à 50 % de la branche professionnelle. Le syndicat de la Seine, dont un des dirigeants est Jean-Pierre Timbaud, passe de 10 000 à 230 000 adhérents, celui du Rhône passe de 1 000 à 25 000 adhérents, celui de la Moselle passe de 500 à 27 000 adhérents, etc.. Les chiffres baissent à la fin de 1938 et en 1939, à la suite de l'échec d'une grève interprofessionnelle le 30 novembre 1938, et de la répression anti-syndicale qui suit. Il est encore de plus de 400 000 à la veille de Seconde Guerre mondiale. La Fédération des Métaux se hisse au cours de ce moment social du front populaire au premier rang des fédérations syndicales de la CGT. Deux de ses militants sont membres du Secrétariat de la CGT : Benoît Frachon et Raymond Bouyer. En juin 1936 le premier cité signe les Accords Matignon, ainsi qu'un autre dirigeant des métallurgistes, Raymond Sémat.
La fédération des Métaux, plus de 800 000 syndiqués, devance celles des Cheminots, du Bâtiment et du Textile, près de 350 000 syndiqués chacune, du Sous-sol (270 000), des Fonctionnaires (180 000), de l'Alimentation, de la Chimie, des Employés, des Services publics, plus de 150 000 chaque, etc.
Elle est active aussi en matière de solidarité internationaliste : l'étude sociologique des volontaires français qui s'engagent entre 1936 et 1938 dans les Brigades internationales pour soutenir la République espagnole, tend à montrer que les ouvriers métallurgistes représentent environ 20 % d'entre eux. Le plus connu est le métallurgiste syndicaliste Rol-Tanguy.

### 1939-1947
Le pacte germano-soviétique d'août 1939, l'interdiction du Parti communiste, la guerre, ont sur la Fédération des Métaux les mêmes conséquences que sur la CGT. Les anciens confédérés pourtant loin d'être dominants en son sein, en prennent le contrôle. L'un des deux secrétaires, Marcel Roy, suit René Belin dans la Collaboration. Dès le 7 octobre 1939 Jouhaux et Léon Chevalme, l'autre secrétaire fédéral des Métaux, négocient avec le délégué patronal du BIT Lambert-Ribot et le président de l'Union des Industries métallurgiques un accord visant à assouplir durablement la législation sociale et à détruire les "acquis" de 1936. 
Emprisonné à la Santé depuis ce même 7 octobre 1939, le secrétaire général Ambroise Croizat est peu après (1940) déchu de son mandat de député, puis interné en Algérie. Chevalme signe le 15 novembre 1940 le Manifeste des douze, premier appel inter syndical (CGT-CFTC) à refuser le régime de Vichy. La Résistance s'enracine progressivement dans les usines, dont bien des patrons collaborent avec l'occupant allemand. Un des dirigeants des métallurgistes parisiens Jean-Pierre Timbaud est fusillé en octobre 1941. Maurice Lacazette, lui aussi des Métaux de la Région parisienne, est fusillé en 1943. Dessinatrice industrielle aux usines Rateau de La Courneuve, Suzanne Masson, arrêtée par la police française, est livrée à la Gestapo : elle est décapitée à la hache à Hambourg le 1er novembre 1943. Le secrétaire fédéral Jean Borne meurt en déportation. 
Le 22 août 1944, un appel est lancé, signé par Benoît Frachon, « secrétaire de la CGT, membre du Bureau syndical des Métaux de la Seine » : Métallos parisiens Aux armes !, et annonce la réinstallation du syndicat des métaux de la région parisienne au 94 rue d'Angoulême à Paris
La période qui suit la Libération de la France marque le retour au premier plan du syndicalisme, dans la conjoncture de la reconstruction du pays, accompagnée des réformes sociales et économiques envisagées dans le programme du Conseil national de la résistance (CNR). En 1945, le gouvernement du Général de Gaulle inclut comme ministre du Travail, le secrétaire général de la Fédération des Métaux Ambroise Croizat, dont le nom reste attaché à la création de la Sécurité sociale. Cette fédération, qui retrouve ses forces de 1937, change de nom en décembre 1945 pour prendre celui de « Fédération des travailleurs de la métallurgie de France et des colonies ». (FTM) Au 15e Congrès de la FTM, qui se tient du 12 au 16 mars 1946, parmi les secrétaire fédéraux se remarque une nouveauté : l'un d'eux représente le Syndicat national des cadres et ingénieurs de la métallurgie (SNCIM) qui vient d'être créé.

### De 1947 à l'explosion gréviste de 1968
Première fédération de la CGT, avec 900 000 adhérents revendiqués en 1947, la Fédération de la Métallurgie s'investit dans les nouvelles structures mises en place à la Libération : les comités d'entreprise institués par l'ordonnance gouvernementale du 22 février 1945. Se voulant force de proposition et force revendicative, dans la France en reconstruction engagée dans une « bataille de la production » elle crée en son sein sept branches techniques calquées sur les branches industrielles : sidérurgie, construction mécanique, construction électrique, matériel roulant, automobile, aviation, construction navale. L'éviction des communistes du gouvernement en Mai 1947, l'orientation atlantiste des politiques gouvernementales menées ensuite, la scission syndicale de décembre 1947, la guerre froide, la montée en puissance du syndicalisme CFTC puis après 1964 de la CFDT, influent sur l'évolution de la FTM. 
Alors que la métallurgie occupe en 1945 1 800 000 salariés puis dans les années 1950 environ 2 300 000 actifs, dont 23 % de femmes (chiffre de 1947), les effectifs fédéraux déclinent inexorablement jusqu'en 1959 : 446 000 adhérents en 1950, 387 000 en 1951, 276 000 en 1957, 236 700 fin 1959. Les années 1960 marquent un redressement précaire : 323 000 syndiqués en 1963, 294 000 en 1955, 287 000 en 1967.

#### Mai-juin 1968
Ces chiffres, témoins d'une décrue de la syndicalisation qui n'est pas spécifique à la métallurgie, masquent toutefois une activité constante dans les bassins d'emploi et notamment en 1966-1967 une montée des grèves qui accompagne l'unité d'action syndicale nationale CGT-CFDT. 
Dans sa composante « mouvement social », le mois de mai 1968 reproduit le scénario de 1936. Le secteur de la métallurgie est celui d'où jaillit l'étincelle. Le 14 mai, au lendemain de grandes manifestations unitaires et d'un mouvement de grève nationale, les ouvriers de plusieurs usines cessent le travail : à Woippy en Lorraine, à Toulouse et, ce que retient l'histoire, à Bouguenais en Loire-Atlantique,où les salariés de l'usine Sud-Aviation  occupent les ateliers (où fut construit l'avion la Caravelle, gloire industrielle des « trente glorieuses ») , séquestrent la direction, soudent les grilles d'entrée, en chantant L'Internationale. Le 15 mai, dans la métallurgie encore, à Cléon près de Rouen ce sont les ouvriers de Renault qui font de même et hissent le drapeau rouge sur l'usine. Le mouvement s'étend rapidement à toute la France, et à l'ensemble des secteurs de sa vie économique. Le 23 mai, selon la CGT ce sont 2 millions de métallurgistes qui sont en grève avec occupation des lieux de travail. Dans la « forteresse ouvrière » de Renault-Billancourt (sous la direction d'Aimé Halbeher), aux usines Citroën de Javel à Paris, à Sochaux aux usines Peugeot, entre autres lieux emblématiques, la grève s'enracine pour plusieurs semaines. Le 27 mai le gouvernement, les organisations patronales et syndicales se quittent sur le "constat de Grenelle". La délégation CGT comprend 3 « métallos » (Benoît Frachon, comme en 1936, Henri Krasucki et l'ingénieur Jean-Louis Moynot) sur six membres, la délégation de la CFDT, conduite par son dirigeant Eugène Descamps, métallurgiste, en comprend trois sur six également. Ils ont en face d'eux une délégation du Patronat qui inclut un représentant de l'UIMM (Union des industries et métiers de la métallurgie), un représentant de la Sidérurgie et François Peugeot lui-même.
La grève ne s'arrête pas tout de suite. Mais c'est aussi dans et autour d'usines métallurgiques qu'ont lieu les épisodes les plus tragiques des événements. Le 10 juin un manifestant étudiant, Gilles Tautin, se noie dans la Seine, près des usines de Renault-Flins après des charges policières. Le 12 juin la police intervient pour "nettoyer" les usines Peugeot de Sochaux-Montbéliard : les ouvriers Jean Beylot, 24 ans, et Henri Blanchet, 49 ans, sont tués, l'un par balles, l'autre frappé par une grenade offensive.
Fin 1968 la fédération de la Métallurgie annonce 407 000 syndiqués.

### Approche: des années 1970 aux années 2000
Les industries métallurgiques emploient 2 580 000 salariés en 1968, soit environ 18 % de la population active salariée; 3 180 000 salariés en 1975, soit 19,6 % des actifs salariés ; 2 830 000 en 1982, soit 15,9 % des actifs salariés ; 2 600 000 en 1990, soit 13,7 % des actifs salariés. Ces données chiffrées font apparaître une baisse globale des effectifs de la métallurgie après 1975, et une place moindre de celle-ci dans l'emploi de la population active. La désindustrialisation et les restructurations touchent des régions entières, tels la Région parisienne, le Nord, la Lorraine, où le syndicalisme est enraciné dans de grandes entreprises vouées aux démolisseurs. La Fédération des travailleurs de la Métallurgie anime les luttes locales contre les fermetures et les licenciements. Elle utilise aussi des moyens de lutte nouveaux, comme à Longwy où est mise en place la radio Lorraine cœur d'acier.
Dans ce contexte, où l'industrie métallurgique demeure malgré tout une importante pourvoyeuse d'emploi, mais où les ouvriers sont en diminution et les emplois d'agents de maîtrise, de techniciens, d'ingénieurs et de cadres augmentent (700 000 en 1982) la FTM CGT maintient une influence certaine. En 1972-1973 elle recueille 59,6 % des suffrages lors des élections de délégués du personnel, 57,6 % des suffrages lors des élections aux comités d'entreprise : 64,6 % dans le 1er collège (ouvriers), 38,1 % dans le 2e collège (maîtrise et techniciens), 36,7 % dans le 3e collège (ingénieurs, cadres).
 Le taux de syndicalisation CGT est ensuite en forte baisse : 12 % en 1974, 8 % en 1982, 2 % en 1993
Au sein de la Confédération générale du travail, la Fédération des travailleurs de la métallurgie demeure jusqu'à nos jours la première ou une des premières en nombre de syndiqués : 368 000 en 1974; 410 000 en 1975; 220 000 en 1980; 53 000 en 1993. Selon les chiffres qu'elle fournit elle compte 62 000 adhérents en 2010; 65 000 adhérents en 2012. 
Une structure spécifique organise dans la Fédération les ingénieurs, cadres et techniciens : l'Union fédérale des ingénieurs, cadres et techniciens (UFICT) de la métallurgie qui fait partie de l'Union générale des ingénieurs, cadres et techniciens CGT.

## Liste de dirigeants

### Secrétaires généraux
- 1936 - 1951 : Ambroise Croizat, secrétaire de la fédération des Métaux de la CGTU depuis 1928, est élu secrétaire général de la Fédération des Métaux réunifiée lors du congrès tenu à Paris du 25 au 27 novembre 1936. Il le reste jusqu'en février 1951. Il meurt le 11 février 1951. Durant son mandat de secrétaire général, il est ministre du Travail et de la Sécurité sociale du 13 novembre 1945 au 5 mai 1947 (excepté une interruption en décembre 1946-janvier 1947)
- 1945 - 1947 : Raymond Sémat, élu secrétaire de la fédération CGTU des métaux en 1935, secrétaire de la fédération CGT réunifiée en 1936 (il est cette année-là un des signataires des accords Matignon), il assure l'intérim d'Ambroise Croizat à la direction de la Fédération en 1945-1947, quand celui-ci est ministre.
- 1951 - 1976 : Jean Breteau, qui assure l'intérim de Croizat, malade, à partir de novembre 1950, est secrétaire général de la Fédération des Métaux de février 1951 à novembre 1976. Il est aussi membre du Comité central du Parti communiste
- 1976 - 1988 : André Sainjon est secrétaire général de novembre 1976 jusqu'à sa démission en septembre 1988.
- 1988 - 1991 : Jean Desmaison lui succède jusqu'à son décès en septembre 1991
- 1991 - 1999 : Jean-Louis Fournier, ancien secrétaire général du syndicat CGT de Renault-Billancourt, est secrétaire général de septembre 1991 à novembre 1999
- 1999 - 2008 : Daniel Sanchez est élu secrétaire général en novembre 1999
- 2008 - 2015 : Philippe Martinez, est élu secrétaire général en 2008. Il est élu secrétaire général de la CGT en février 2015
- 2015 - : Frédéric Sanchez est élu secrétaire général en 2015[34]

### Secrétaires
(secrétariat collectif dirigeant de 1909 à 1936)
- 1909 - 1923 : Alphonse Merrheim
- 1909, puis 1929-1936 : Henri Galantus
- 1909 - 1931 : Marius Blanchard[35]
- 1911 - 1929 : Henri Labé[36]
- 1932 - 1936 : Raymond Bouyer
- 1922 - 1945 : Léon Chevalme
- 1936 - 1940 : Marcel Roy
- 1936 - 1939 : André Vrigneaud
- 1936 - 1939 : Jean Borne[37]
- 1936 - 1950 : Raymond Sémat
- 1922 - 1923 : (Fédération des Métaux-CGTU) Théophile Argence, Lucien Chevalier, Célestin Ferré[38]
- 1923 - 1927 : Octave Rabaté (fédération CGTU)
- 1925 - 1929 : Albert Vassart[39] (fédération CGTU)
- 1945 - 1952 : Alfred Costes[40]
- 1945 - 1949 : Henri Jourdain[41]
- 1946 - 1963 : Louis Gatignon, secrétaire et trésorier
- 1950 - 1959 : Livio Mascarello (secrétaire général adjoint de 1952 à 1959)

### Métallurgistes, dirigeants de la CGT

#### Secrétaire général de la CGT
- Benoît Frachon, secrétaire de la CGTU (1933-1935), secrétaire puis secrétaire général de la CGT (1936-1967), président de la CGT (1967-1975)
- Henri Krasucki, secrétaire (1961-1982) puis secrétaire général de la CGT (1982-1992)
- Thierry Lepaon, secrétaire général (2013-2014)
- Philippe Martinez, secrétaire général (2015-2023)

#### Bureau confédéral
Secrétaires, membres du Bureau confédéral de la CGT et dates de leur mandat :
- Jules Lapierre, (1912-1933)
- Raoul Lenoir, (1920-1936)
- Jean-Louis Berrar, (CGTU) (1923-1929)
- Raymond Bouyer, (1936-1940)
- Georges Delamarre, (1946-1947)
- Olga Tournade, (1948-1955)
- Marcel Caille, (1955-1975)
- Livio Mascarello, (1959-1982)
- Jean-Louis Moynot, (1967-1981)
- Jeanine Marest, (1975-1995)
- Pierre Gensous, (1978-1985)
- Gérard Gaume, (1978-1986)
- Alphonse Veronese, (1980-1999)
- Jacqueline Léonard, (1982-1999)
- Maurice Lamoot, (1992-1999)
- Didier Niel, (1992-1999)
- Françoise Duchesne, (1995-1999)
- Jean-Louis Fournier, (1995-2003)
- Francine Blanche, (2003-2006)
- Daniel Sanchez, (2006-2009)

### CGT de la métallurgie
- Jacques Varin, Les hommes du métal, éditions Messidor & Fédération des travailleurs de la Métallurgie, Paris, 1986  (ISBN 2-209-05783-3)
- Christian Gras, La Fédération des métaux en 1913-1914 et l'évolution du syndicalisme révolutionnaire français, article p. 85-111, dans Le Mouvement social, N° 77, octobre-décembre 1971.
- La CGT et le Mouvement syndical, éditions de la CGT, Paris, 1925 : présentation de la Fédération des ouvriers en métaux et similaires, p.405-408.
- Antoine Prost, La CGT à l'époque du front populaire 1934-1939. Essai de description numérique, Librairie Armand Colin, Paris, 1964.
- Nicolas Hatzfeld, Les syndicats de l'automobile aux congrès fédéraux : un modèle renouvelé (1948-1963), article p. 35-46, dans La CGT dans les années 1950 (direction Élyane Bressol, Michel Dreyfus, Joël Hedde & Michel Pigenet), Presses universitaires de Rennes, 2005.
- Notices biographiques du Dictionnaire biographique du mouvement ouvrier français et Dictionnaire biographique, mouvement ouvrier, mouvement social
- Serge Ducrocq, 1945-1985 Histoire de la CGT à Nanterre, Éditions Messidor, Paris, 1988  (ISBN 2-209-06076-1)
- Emeric Tellier, Le métal au coeur, une histoire de la Fédération CGT des travailleurs de la métallurgie, Éditions de l'Atelier, Ivry-sur-Seine, 2021  (ISBN 9782708253674)

### Luttes de « métallos »
- Serge Bonnet, Roger Humbert, La ligne rouge des hauts fourneaux. Grèves dans le fer lorrain en 1905, Denoël-Serpenoise, 1981
- Pierre Bois, La grève Renault d'avril-mai 1947, Lutte ouvrière, brochure, 94 pages, sans date (supplément Lutte Ouvrière N ° 143)
- Herrick Chapman, Les ouvriers, le communisme et l'État : les politiques de reconstruction d'après-guerre dans l'industrie aéronautique 1944-1950, article p. 65-96, dans Le Mouvement social, N° 145 (La France et l'aéronautique, direction Patrick Fridenson), décembre 1988.
- Yves Cohen, Mouvement social et politiques d'organisation : Peugeot et le pays de Montbéliard de 1919 à 1922, article p. 113-148, dans Le Mouvement social, N° 175 (La société et l'entreprise, direction Patrick Fridenson), avril-juin 1996
- Jacques Frémontier, La forteresse ouvrière : Renault, Fayard, Paris, 1971
- Pierre Outteryck, Hélène et Alain Stern, les métallos et l'anticipation sociale, Institut d'histoire sociale CGT-Métallurgie, 2012
- Jean-Louis Robert, Les ouvriers, la Patrie et la Révolution Paris 1914-1919, Annales littéraires de l'université de Besançon, 1995

### Syndicalistes de la Fédération des Métaux
- Marius Apostolo, Traces de luttes 1924-2007, éditions Autrement, Paris 2008 (préface de Gérard Noiriel)
- Roger Bourderon, Rol-Tanguy, Tallandier, Paris, 2004
- Bernard Cagne, Prêtre-ouvrier à La Courneuve. Un insoumis de 1954, Karthala, Paris, 2007 (annotation, préface de Nathalie Viet-Depaule)
- Michel Étiévent, Ambroise Croizat ou l'invention sociale, éditions Gap, 1999
- Michel Étiévent, Marcel Paul, Ambroise Croizat, chemins croisés d'innovation sociale, éditions Gap, 2008
- Jacques Girault, Benoît Frachon, communiste et syndicaliste, Presses de la fondation nationale des sciences politiques, Paris, 1989
- Henri Jourdain (dialogue avec Claude Willard), Comprendre pour accomplir, éditions sociales, Paris, 1982
- Roger Linet, 1933-1943 la traversée de la tourmente, Messidor, 1990 (préface de Henri Rol-Tanguy)
- Roger Linet, Renault 1947-1958 les années chaudes de la guerre froide, VO éditions-Le Temps des cerises, 1997
- Lucien Monjauvis, Jean-Pierre Timbaud, éditions sociales, Paris, 1971 (préface de Benoît Frachon)
- Pierre Outteryck, Jean-Pierre Timbaud, métallo & résistant, Geai bleu éditions, 2014 (préface de Philippe Martinez)
- Claude Poperen, Renault, regards de l'intérieur, éditions sociales, Paris, 1983
- Jean Rabaté, Octave et Maria du Komintern à la Résistance, éditions Le Temps des cerises, Pantin, 2007 (préface de Roland Leroy, avant-propos de Pierre Daix)  (ISBN 978-2-84109-656-5)
- Henri Rollin, Militant chez Simca-Chrysler, éditions sociales, Paris, 1977

### Métallurgiste, métallurgie, travail et littérature
Dans la littérature situant, en partie ou en totalité, son objet d'étude, son intrigue romanesque, son témoignage, dans les domaines du travail industriel et de l'usine, nombre d'œuvres abordent le travail de la métallurgie. Le Journal d'usine que Simone Weil tient en 1934, rend compte de son expérience dans des usines métallurgiques de la Banlieue parisienne, Robert Linhart s'« établit » aux usines Citroën. Louis Oury narre son expérience d'ouvrier et les grèves de 1955 à Saint-Nazaire. Les premières mots de Temps machine de François Bon portent sur le train de soudure d'une usine de construction automobile. En 2015 encore, le personnage principal du roman de Didier Castino est un ouvrier fondeur de la région de Marseille. Le syndicalisme, n'y est pas absent, même si ce n'est pas le thème central de ces livres. La liste donnée ici suit l'ordre chronologique :
- Simone Weil, La condition ouvrière, Gallimard, Paris, 1951 (reéd. "folio essais", 2002)
- Daniel Mothé, Journal d'un ouvrier (1956-1958), Les Éditions de Minuit, Paris, 1959
- Claire Etcherelli, Élise ou la vraie vie, Denoël, Paris, 1967 (Prix Femina)
- Louis Oury, Les prolos, Denoël, Paris, 1973
- Daniel Bouvet, L'Usine de la peur, Stock, Paris, 1975 (Préface de Jean Breteau)
- Robert Linhart, L'Établi, Les éditions de Minuit, Paris, 1978
- Aurèlie Lopez, Aurélie journal d'une O.S., Les éditions ouvrières, Paris, 1979
- Alain Gerber, Le faubourg des Coups-de-Trique, éditions Robert Laffont, Paris, 1979
- Dorothée Letessier, Le voyage à Paimpol, Éditions du Seuil, Paris, 1980
- François Bon, Sortie d'usine, Les éditions de Minuit, Paris, 1982
- Daniel Zimmermann, Le spectateur, Mazarine, 1985
- François Bon, Temps machine, éditions Verdier, Lagrasse, 1993
- Marcel Donati, Cœur d'acier. Souvenirs d'un sidérurgiste de Lorraine, Payot, Paris, 1994
- Jacques Lederer, La nuit où Gérard retourna sa veste, Fayard, 1999
- Robert Piccamiglio, Chroniques des années d'usine, Albin Michel, 1999
- Thierry Beinstingel, Composants, Fayard, 2002
- Franck Magloire, Ouvrière, Éditions de l'Aube, 2002
- Frédéric H. Fajardie, Metaleurop. Paroles ouvrières, Mille et une nuit, Fayard, 2003
- Aurélie Filippetti, Les derniers jours de la classe ouvrière, Stock, 2003
- François Bon, Daewoo, Fayard, 2004
- Didier Castino, Après le silence, Liana Levi, 2015 (Prix du premier roman et Prix Eugène Dabit du roman populiste)